# Gmina Łączna
Łączna ist ein Dorf sowie Sitz der gleichnamigen Landgemeinde im Powiat Skarżyski der Woiwodschaft Heiligkreuz in Polen.

## Gemeinde
Zur Landgemeinde (gmina wiejska) Łączna gehören folgende 13 Ortsteile mit einem Schulzenamt:
Czerwona Górka
Gózd
Jęgrzna
Kamionki
Klonów
Łączna
Osełków
Podłazie
Podzagnańszcze
Występa
Zagórze
Zalezianka
Zaskale
Weitere Ortschaften der Gemeinde sind Jaśle und Stawik.

## Verweise